# Shirley Ayorkor Botchwey

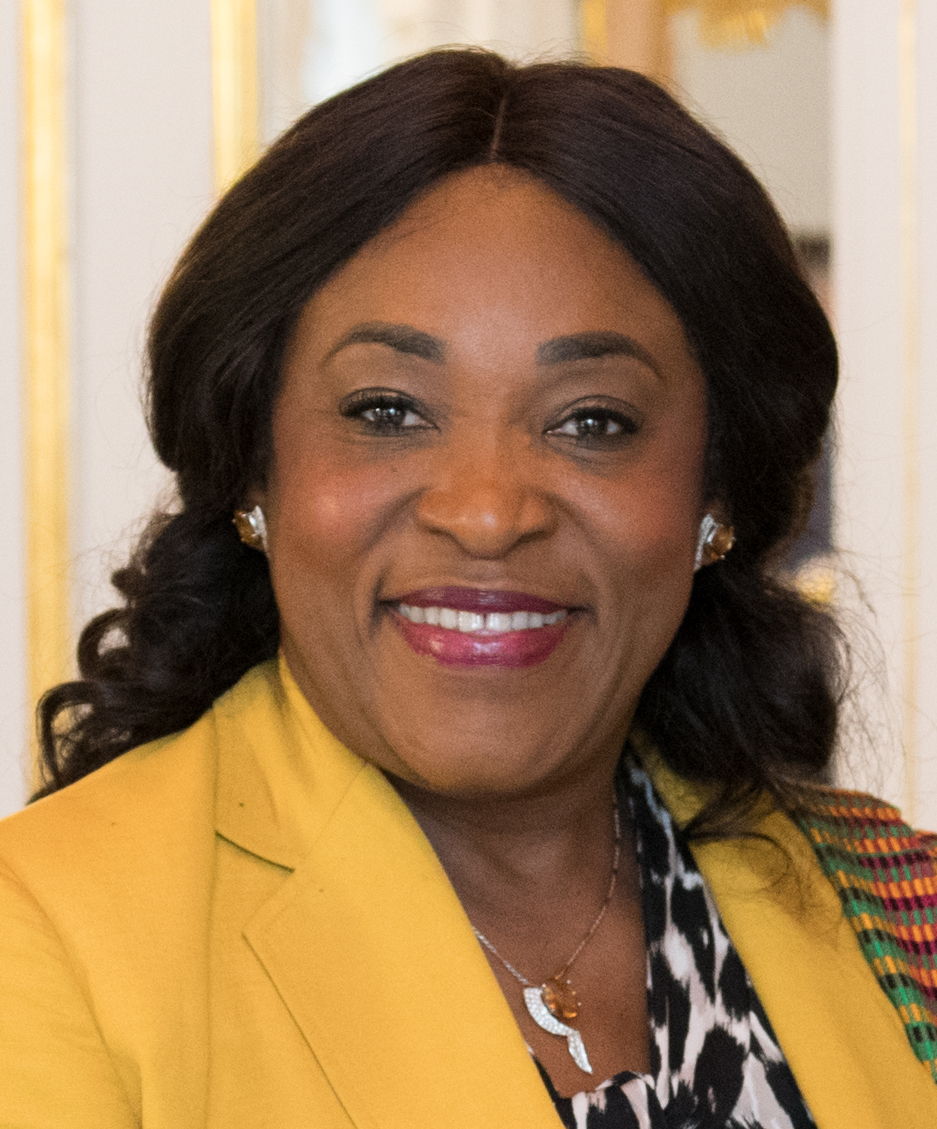
Shirley Ayorkor Botchwey (2017)

Shirley Ayorkor Botchwey (* 8. Februar 1963 in Accra) ist eine ghanaische Politikerin der New Patriotic Party. Seit April 2025 ist sie Generalsekretärin des Commonwealth of Nations. Zuvor war sie von 2017 bis 2025 Außenministerin der Republik Ghana.

## Leben und Karriere
Botchwey stammt aus Accra und ging bei der St. Mary's Girls' Senior High School zur Schule. Danach studierte sie unter anderem bei der University of Ghana, dem Ghainaischen Institut für Öffentliche Verwaltung und der University of Westminster. Sie hat einen Abschluss in Öffentlichkeitsarbeit und Business Administration. Nach ihrem Studium arbeitete Botchwey zunächst bei einem Marketing- und Kommunikationsunternehmen als Beraterin für das Tourismusministerium.
Botchwey war von 2017 bis 2021 Abgeordnete des ghanaischen Parlaments. Von 2013 bis 2017 war sie bei der Westafrikanischen Wirtschaftsgemeinschaft (ECOWAS) tätig. Am 10. Januar 2017 wurde sie von Präsident Nana Akufo-Addo als Nachfolgerin von Hanna Tetteh zur neuen ghanaischen Außenministerin ernannt. Dieses Amt trat sie am 28. Februar an. Sie ist außerdem Vorsitzende des ECOWAS-Ministerrates.